# 홍콩특별행정구 여권

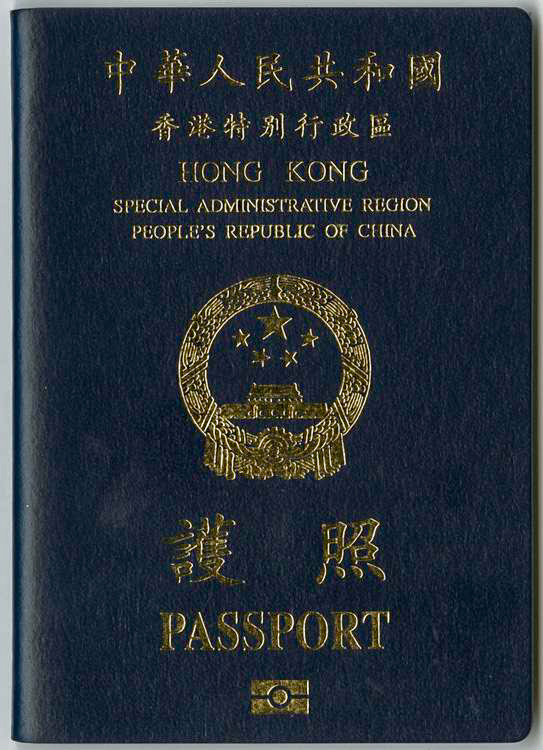

홍콩특별행정구 여권(중국어: 香港特別行政區護照)은 중국 국적을 보유한 홍콩 영주권자에게만 발급되는 여권이다. 홍콩특별행정구 기본법에 따라 1997년 홍콩 반환 이후 중화인민공화국 중앙인민정부의 허가를 받아 홍콩 입경사무처에서 여권을 발급해왔다. 홍콩의 공식 언어는 중국어와 영어이므로 여권은 중국어(정체자)와 영어로 이중 언어로 인쇄된다. 또한, 해외 중국 공관에서 직접 발급이 가능한 중국 여권과 달리 홍콩 출입국 관리국은 홍콩 입경사무처에서만 발급이 가능하다.
2019년 말, HKSAR 여권의 네 번째 버전이 출시되었다.